# Sosipolis (Gott)
Sosipolis (altgriechisch Σωσίπολις Sōsípolis, deutsch ‚Staatsretter‘) ist eine kindliche Gottheit der griechischen Mythologie, die ab dem Hellenismus in Olympia und Elis verehrt wurde.

## Mythos
Der Schriftsteller Pausanias überliefert die Legende des Sosipolis, nach der den Bewohnern der Elis, als sie sich im Krieg gegen die Arkader befanden, in Olympia eine junge Frau erschien, die ihren neugeborenen Sohn bei sich trug. Sie verkündete, dass sie auf eine Weisung hin, die sie im Traum erhalten habe, den Jungen den Eleiern als Verbündeten bringe. Die eleischen Heerführer setzten das Kind nackt an vorderste Front vor ihre Truppen. Als die Arkader einfielen, verwandelte sich der Junge in eine riesige Schlange, die den Angreifern Angst einjagte und sie in die Flucht schlug. Die Eleier gewannen dadurch den Krieg. Sie nannten daher den Jungen Sosipolis, den Staatsretter.

## Heiligtum und Kult
Das Heiligtum des Sosipolis wurde Pausanias zufolge auf der Altis von Olympia am Fuß des Kronoshügels errichtet, wo Sosipolis nach der Schlacht in Form der Schlange in der Erde verschwunden sein sollte. Sein Tempel war gleichzeitig der Göttin Eileithyia gewidmet, die als die junge Mutter des Gottes identifiziert und dort mit dem Epitheton Olympia verehrt wurde. Ihr Kult, der vor allem von Frauen und Mädchen betrieben wurde, soll in einem Vorraum des Tempels stattgefunden haben, der öffentlich zugänglich war. Der hintere Teil des Tempels, in dem der Kult des Sosipolis ausgeübt wurde, durfte nur von einer älteren Priesterin betreten werden, die dem Gott Badewasser und Honiggebäck brachte.
Der Tempel des Sosipolis konnte bei den Ausgrabungen in Olympia nicht eindeutig identifiziert werden. Die Reste eines Fundaments, das zwischen dem Nymphäum und dem Schatzhaus der Sikyonier freigelegt wurde, weist eine zweigeteilte Struktur auf, die grob mit der Beschreibung des Pausanias übereinstimmt, und kommt daher als Tempel des Sosipolis und der Eileithyia in Frage. Die Zuschreibung ist allerdings nicht abschließend geklärt.
Laut Pausanias galt Sosipolis auch als besonders ehrwürdiger Schwurgott für die wichtigsten Angelegenheiten.

## Sosipolis in anderen Städten
Ein Heiligtum des Sosipolis gab es auch in der Stadt Elis, wo er an einem kleinen Schrein neben dem Heiligtum der Göttin Tyche verehrt wurde. Dort soll auf einem Gemälde der junge Gott in einem mit Sternen geschmückten Gewand und mit einem Füllhorn in der Hand dargestellt worden sein. Der Anlass für die Stiftung dürfte derselbe gewesen sein wie in Olympia, da Elis in der Schlacht, in der Sosipolis als Retter auftrat, ebenfalls von den Arkadern bedroht gewesen war.
In der kleinasiatischen Stadt Magnesia am Mäander wurde im späten 1. oder frühen 2. Jahrhundert v. Chr. der Zeus Sosipolis mit einem Tempel geehrt.